# Nguyễn An Ninh
Nguyễn An Ninh (5 de setembro de 1900 - 14 de agosto de 1943) foi um jornalista político vietnamita e publicitário na Cochinchina colonial francesa (sul do Vietnã). Figura independente e carismática, Nguyen An Ninh foi capaz de conciliar diferentes facções anticoloniais, incluindo, por um período na década de 1930, o Partido Comunista de Nguyen Ai Quoc ("Ho Chi Minh", então no exílio) e sua oposição de esquerda, Trotskista. Nguyen An Ninh morreu na colônia penal francesa de Pulo Condore, aos 42 anos. Ele é reconhecido pela República Socialista do Vietnã como um Mártir Revolucionário.

## Trajetoria política inicial
Nguyễn An Ninh nasceu em 5 de setembro de 1900 em Chợ Lớn, Saigon, Cochinchina (uma colônia de governo direto incorporada com quatro protetorados na União da Indochina Francesa). Seu pai, Nguyen An Khuong, "um proprietário de terras mediano, que preferia se considerar um estudioso do campo", era um defensor do movimento de reforma Duy Tân hội ou Đông Du (Associação para a Modernização, 1904-1912). Nguyen An Ninh recebeu educação francesa. Em 1918, isso o levou a Paris. Ele se formou na Sorbonne em Direito aos 20 anos.
Enquanto em Paris, Nguyễn An Ninh juntou-se ao Groupe des Patriotes Annamites (O Grupo de Patriotas Vietnamitas) que incluía Phan Chu Trinh, Phan Van Trưong, Nguyen Thế Truyen e o futuro Ho Chi Minh (então sob o nome de Nguyen Tat Thanh). Juntos, os "Cinco Dragões" ( Ngu Long ) denunciaram a política colonial francesa na imprensa socialista (uma denúncia que, em um retorno à França em 1923, Nguyễn An Ninh desenvolveu e publicou como La France en Indochine ). Em 1919, o grupo tentou apresentar aos delegados à Conferência de Paz de Versalhes um programa de oito pontos para a autodeterminação colonial.
Poucos meses após o retorno final da França, Nguyễn An Ninh foi preso durante a repressão a La Cloche Fêlée. Como editor-chefe, repórter, datilógrafo e até vendedor de rua, ele vinha produzindo o jornal intermitentemente em Saigon desde dezembro de 1923. Seus apelos atraíram milhares de jovens trabalhadores e estudantes para protestar contra a escravidão por dívidas e as deportações, e para exigir liberdade de imprensa, educação e reunião.
A prisão de Nguyễn An Ninh em 21 de março de 1926 coincidiu com o retorno da França de Bui Quang Chieu, o líder do Partido Constitucionalista nacionalista moderado. Multidões que acompanhavam Chieu pelas ruas de Saigon gritavam "Free Nguyễn An Ninh". Foi também o dia em que se recebeu a notícia da morte de Phan Chau Trinh. Um dos Cinco Dragões, Phan Chau Trinh foi um célebre condenado político. Em 4 de abril, ocorreu uma manifestação sem precedentes contra o governo. Setenta mil desfilaram com o cortejo de Phan Chau Trinh. Quando a sentença de 18 meses de Nguyễn An Ninh foi anunciada em 24 de abril de 1926, alunos e crianças em idade escolar em Saigon e na região abandonaram suas aulas em massa. Mais de mil deles foram expulsos.

## La Cloche Fêléee a "Sociedade Secreta Nguyen An Ninh"
Nguyễn An Ninh publicou La Cloche Fêlée (título do poema de Baudelaire, The Cracked Bell) como um "Jornal para a Propagação das Idéias Francesas". Ele exortou os jovens a "deixarem a casa de seus pais". Só então eles poderiam esperar compartilhar a "ignorância sufocante" em que estavam presos pelo obscurantismo. Ngo Van escreve que, para Ninh, a opressão do Vietnã vem da França, mas de lá também vem o espírito de libertação. Nguyễn An Ninh publicou sua própria tradução de O Contrato Social de Jean-Jacques Rousseau sob o título O Ideal da Juventude Annamese (Cao-vọng cúa bọn thanh niên An-Nam. Dân uóc).
Nguyễn An Ninh não era um assimilacionista. Ele publicou seu artigo em francês apenas por causa das restrições de impressão do governo ao vietnamita, e fez apelos regulares aos seus leitores para que traduzissem para seus "irmãos". Em vez disso, seguindo o caminho do poeta Rabindranath Tagore e do líder do Congresso Mohandas Gandhi na Índia, ele se via como empregando os ideais do Iluminismo para reavaliar e despertar a cultura indígena. Essa não era uma tarefa que ele acreditava poder ser confiada apenas às estreitas classes urbanas e letradas.
Em 1929, mais de cem camponeses e trabalhadores diaristas foram condenados em Saigon por serem membros da "Sociedade Secreta Nguyễn An Ninh" (também conhecida como Thanh niên Cao vọng Đảng, o Partido de Salvação da Juventude). Segundo a Sûreté, foi uma conspiração insurrecional que prometeu aos iniciados "algum tipo de socialismo agrário". O militante trotskista e mais tarde cronista da época Ngo Van concluiu que a "Sociedade" era em grande parte uma invenção de "denúncias e confissões induzidas por tortura". No início de 1928, Nguyễn An Ninh, com a cabeça raspada como a de um monge budista, começou a viajar de bicicleta de aldeia em aldeia. Não está claro o que exatamente ele pretendia. Alguns desses camaradas podem ter tentado se organizar em seu rastro. Outros grupos clandestinos podem ter usado o nome de Nguyễn An Ninh como um "símbolo de reunião".
Phan Văn Hùm juntou-se a Nguyen An Ninh no campo. Em um relato serializado e amplamente divulgado de sua experiência compartilhada da Maison Centrale de Saigon, a "Bastilha Colonial", Phan Văn Hùm elogiou seu amigo como um homem que, abandonando as ofertas governamentais de terra e posição, havia colocado "terror nos corações dos servos e corruptos bajuladores" e abalou "o canto do céu meridional".
Outras fontes vietnamitas indicam que Nguyễn An Ninh voltou para sua missão no campo após sua libertação em 1931. Ele está acompanhado por Nguyễn Văn Trân, um jovem membro do Partido Comunista que ele conheceu de Paris, e é com o entendimento de que sua Sociedade não é um partido político, mas sim um movimento de massa do qual poderia, e deveria, ser recrutado para o partido comunista. Ninh, de acordo com essas fontes, recusou-se a ingressar no partido porque se considerava prestativo ao movimento como um "intelectual patriótico" não partidário.
Quando, anos depois, em 1936, Ngo Van encontrou Nguyễn An Ninh novamente na Maison Central de Saigon e perguntou-lhe sobre seu "programa agrário", Ngo Van lembra que Nguyễn An Ninh "ergueu os olhos [por cima das paredes da prisão] em direção aos tamarindos e começou a cantar Auprès de ma blonde [uma balada tradicional francesa]: “No jardim do meu pai. . . Todos os pássaros do mundo vêm construir seus ninhos”. Mais tarde, ele colocou nas mãos de Ngo Van a "explosiva" Voyage au bout de la nuit de Céline (Viagem para o fim da noite)

## La Luttee a Frente Democrática
Entre 1930 e o final de 1932, as autoridades coloniais responderam à agitação rural e trabalhista generalizada com prisões com redes de arrasto. Mais de 12.000 presos políticos foram feitos, dos quais 7.000 foram enviados para as colônias penais. Os franceses destruíram a estrutura de todas as facções anticoloniais, incluindo (numa época em que a maioria de seus quadros dirigentes já estavam na prisão ou, com Ho chi Minh, no exterior), o Partido Comunista Indochinês (PCI). Reunindo-se em torno da figura independente de Nguyễn An Ninh, vários dos representantes sobreviventes decidiram enterrar suas diferenças e se oporem ao governo nas eleições municipais de Saigon de abril a maio de 1933.
O grupo, que incluía Nguyễn Văn Tạo do PCI, o trotskista Tạ Thu Thâu, o anarquista Trinh Hung Ngau e o nacionalista independente Tran Van Thach, apresentou uma "Lista dos Trabalhadores" comum (So lao dong) e publicou brevemente o artigo La Lutte (The Struggle) para angariar apoio. Apesar da franquia restrita, dois membros desse grupo de luta foram eleitos (embora tenham seus assentos negados). Ngo Van identifica Nguyễn An Ninh como tendo sido "o verdadeiro pivô". No maior dos palanques, foi eleito presidente por aclamação.
Em 1934, Nguyễn An Ninh ajudou a reviver a colaboração La Lutte. Ninh e os Lutteurs "focaram diretamente na situação dos pobres urbanos, os trabalhadores e camponeses". No entanto, a partir de 1936, a sombra cada vez maior dos Julgamentos de Moscou (obrigando os leais ao Partido a denunciarem seus colegas trotskistas como "irmãos gêmeos do fascismo") e o fracasso do governo da Frente Popular na França, apoiado pelo Partido Comunista, em cumprir as promessas de reforma colonial, provocou uma divisão. Tạ Thu Thâu e Nguyễn Văn Tạo se reuniram pela última vez nas eleições para o conselho municipal de abril de 1937, ambos sendo eleitos.
Após renovada agitação trabalhista, com Tạ Thu Thâu e Nguyen Van Tao, Nguyễn An Ninh logo estava de volta à prisão. Quando foi libertado no início de 1939, mas ainda sob prisão domiciliar, ele foi persuadido a deixar seu nome avançar com Nguyễn Văn Tạo, e outros quadros do Partido, como um candidato da Frente Democrática nas eleições de abril de 1939 de 1939 para o Conselho Colonial de Cochinchina, a chapa constitucionalista, sua lista foi derrotada pelos lutteurs agora totalmente trotskistas. A plataforma de Trabalhadores e Camponeses de La Lutte era revolucionária (redistribuição de terras radical e controle dos trabalhadores), mas em uma eleição restrita a contribuintes de imposto de renda a chave foi a oposição dos trotskistas ao imposto de defesa da Indochina Francesa que o Partido Comunista, no espírito do acordo Franco-soviético, sentiu-se obrigado a apoiar.

## Encarceramento final e morte
Quando em 23 de agosto de 1939 as relações franco-soviéticas foram finalmente rompidas pelo Pacto Molotov – Ribbentrop e a guerra se seguiu duas semanas depois, a "sedição" de cada facção foi reprimida. Nguyễn An Ninh foi condenado a 5 anos de prisão e 10 anos de exílio.
Nguyen An Ninh morreu no presídio da ilha Côn Đảo, Poulo Condore, em 14 de agosto de 1943. É possível que seus carcereiros tenham decidido seu destino. Eles podem tê-lo considerado uma figura que os ocupantes japoneses procurariam usar politicamente.
Trinta e sete anos após sua morte, em 1º de agosto de 1980, a República Socialista Vietnamita conferiu postumamente a Nguyễn An Ninh o título de "Mártir Revolucionário". Na atual cidade de Ho Chi Minh, Nguyễn An Ninh é homenageada na escola Nguyễn An Ninh e na rua Nguyễn An Ninh, uma via central conhecida pelo crescente número de visitantes estrangeiros da cidade.